# Amy Farrah Fowler
Dra. Amy Farrah Fowler (Glendale, California, 17 de diciembre de 1979) es un personaje de la serie The Big Bang Theory, interpretado por Mayim Bialik. Aparece en el último capítulo de la tercera temporada, se convierte en recurrente en las siguientes dos temporadas, y pasa a ser personaje principal a partir de la sexta. Su primera aparición fue en el episodio "The Lunar Excitation" ya que entra en la serie en el último capítulo de la tercera temporada. Conoció a Sheldon en una cita que Howard y Raj crearon en una página web. Es una versión femenina de Sheldon. Fue ascendida a personaje principal en el episodio "The 21-Second Excitation". A partir del episodio "The Flaming Spittoon Acquisition" (5x10) Sheldon acepta que se convierta en su novia, bajo un "Acuerdo de Noviazgo", análogo al "Acuerdo de Compañeros de Habitación" (Roommate Agreement) que mantiene con Leonard, a finales de la primera temporada Sheldon le confiesa que en algún momento de su relación llegaran a intimar.
Curiosamente, Mayim Bialik fue citada como «la chica que actuaba en Blossom» en el episodio "The Bat Jar Conjeture" (1x13) poco más de dos años antes de su primera aparición en la serie. Ha estrechado amistad con Penny y demuestra mucha admiración hacia ella, dando a entender en los capítulos que son sus primeras veces en mantener relaciones sociales que normalmente se inician en la adolescencia, como lo es maquillarse, ir de compras con amigas o salir en grupo. Es por ello que su socialización impacta e incomoda a sus amigas, por lo cual Amy se tornó vulnerable en la quinta temporada al sentirse desplazada por Penny y Bernadette; interviniendo Sheldon con Penny y Bernadette, quien para vincularla nuevamente, la nombró madrina de su boda con Howard Wolowitz, lo que emocionó mucho a Amy y ayudó a planear la boda como si el evento fuera para ella.

## Personalidad
Se parece más a Sheldon que cualquier otra persona. Al igual que este, había evitado tener anteriormente relaciones, y solo participa en citas una vez al año cumpliendo con un acuerdo con su madre, gracias al cual puede utilizar la barbacoa de George Foreman. 
Aunque es muy parecida a Sheldon, es más amable con la gente y es un poco más abierta en las relaciones sociales. Considera a Penny como su mejor amiga y la llama "bestie" ("Mejor amiga" en la versión española), y también es amiga de Bernadette, formando un trío de amigas. Ellas incluso lo nombran "El Grupo Anti-Priya" (cuando ésta estaba en pareja con Leonard) porque Penny dijo que la odiaba por haberle quitado a su novio (Leonard). Por lo que se sabe, ha besado a Sheldon en extraordinarias veces, no obstante son tres las que se destacan: solo que lo hizo por los efectos del alcohol en la primera, y Sheldon lo hizo inconsientemente y después de tomar una copa de vino en la segunda, por lo que la tercera sí se besaron de verdad.
Durante los cuatro meses de su relación (que tienen lugar fuera de la pantalla entre las temporadas 3 y 4), se comunicaban diariamente a través de mensajes de texto, correo electrónico y Twitter, pero nunca en persona. Sheldon y Amy decidieron tener un hijo como un "regalo a la humanidad", lo que les llevó a su primera cita real, a la que los llevó Penny. A pesar de ello, Sheldon no consideraba a Amy su novia. Ellos "rompieron" debido a un desacuerdo sobre la validez de sus respectivos campos, pero "regresaron" cuando Mary Cooper, la madre de Sheldon, hábilmente engañó a Sheldon expresando su apoyo a su decisión de ruptura (de tal modo que Sheldon tuviera el deseo natural de hacer lo contrario). A partir de entonces aparece regularmente citándose con Sheldon y los chicos, siendo capaz de sacar de quicio a todos tal y como lo haría Sheldon. A diferencia de Sheldon, parece que sí le interesa el sexo y a veces se insinúa incluso que es bisexual. Por ejemplo, cuando besa a Penny y declara que le gusta, o cuando le sugiere a Sheldon que se deje cortar el pelo por Penny diciendo: «No habría parte de mi cuerpo, que no me dejaría tocar por ella». Además en una ocasión se siente atraída por un exnovio de Penny llamado Zack.
Sheldon y Amy inician su noviazgo en el capítulo 10 de la quinta temporada y se prometen en el capítulo 1 de la undécima temporada.
Se sabe que durante su adolescencia fue marginada por el resto de sus compañeros. Su madre fue la única que le firmó el anuario, tampoco fue nunca invitada a una fiesta de pijamas. No fue al baile de graduación a pesar de que tenía a su primo como pareja, la madre de Amy le pagó a este para que la acompañase, pero no fueron porque él se gastó el dinero en drogas. Una vez pasó un semestre estudiando en Noruega y sus compañeras la encerraron en una sauna con una nutria en celo. Desarrolla (y demuestra) una perturbadora atención rayana en la obsesión con Penny, ya que siempre le perdona todos los errores que comete y la sitúa en lo más alto de su pedestal de personas, lo cual produce situaciones bastante tragicómicas con ella, como en el episodio cuando le regala una pintura gigante de ellas dos.
En el último episodio de la octava temporada, se ve a Amy solicitando a Sheldon tomarse un tiempo en su relación, en respuesta a lo que ella considera un estancamiento de ésta. Posteriormente, en la novena temporada, ante la insistencia de Sheldon, ella decide terminar definitivamente la relación, aduciendo que ya no quería estar con él. Ha tenido otros pretendientes pero en el octavo capítulo se ve saliendo con otro físico, que resulta ser admirador de Sheldon Cooper y lo llama un "Rockstar de la ciencia".
Tras este periodo, Amy y Sheldon vuelven a establecer una relación de noviazgo. Como regalo de cumpleaños, Sheldon le regala a Amy un coito. Según Sheldon «No está tan mal» y le regalará el mismo regalo todos los años.